# منطقه ۳ شهرداری تهران
منطقه ۳ شهرداری تهران یکی از مناطق شهری تهران این منطقه با مساحتی بالغ بر ۳ هزار هکتار، در پهنه شمال شهر تهران و شهرستان شمیرانات واقع شده‌است و یکی از بزرگترین مناطق شهری تهران است. این منطقه از شمال به بزرگراه شهید چمران، بزرگراه شهید مدرس و بزرگراه شهید صدر و از شرق به خیابان پاسداران و بخشی از خیابان شریعتی  و از جنوب به بزرگراه شهید قاسم سلیمانی و بزرگراه شهید همت و از غرب به بزرگراه شهید چمران محدود می‌شود. این منطقه شهرداری تهران دارای شش ناحیه و دوازده محله است و جزیی از شمیرانات است . از گردشگاه‌های مهم این منطقه می‌توان از پارک ملت نام برد. این منطقه به مساحت ۳۲ کیلومتر مربع می‌باشد و از مناطق فرهنگی آن می‌توان فرهنگسرای ارسباران و کتابخانه علامه امینی و کتابخانه  شهریارٰ باغ موزه آب واقع در خیابان یخچال را نام برد.

## تاریخچه
شماری از محله‌های قدیمی تهران در منطقه سه شهرداری تهران قرار دارد. در این بخش مروری بر تاریخچه این منطقه داریم.
- نقشه‌های در دسترس در زمینه تحول کالبدی شهر نشان می‌دهد؛ قسمت عمده ساخت و ساز در محدوده کنونی منطقه سه شهرداری از سال ۱۳۴۰ آغاز شده‌است. بافت ارگانیک آبادی‌ها و روستاها تدریجاً نوسازی شد. بافت منطقه از سال۱۳۳۵ شکل گرفته‌است این بافت حول سکونت‌گاه‌های روستائی از جمله ده‌ونک در غرب، قلهک و زرگنده در شمال مرکزی، رستم‌آباد و اختیاریه در شمال شرقی شکل گرفت. این منطقه بخشی از شمیران محسوب می‌شود تاریخ شمیران و آبادی‌های آن از گذشته‌های دور همواره متأثر از تاریخ شهر ری و بعد از آن تهران بوده‌است. شمیران آسایشگاه تابستانی مردم ری بود.[۳]
- در ادوار گذشته این محدوده به علت تقاطع کوهستانی صعب‌العبور دارای اهمیت زیادی بود، استحکامات متعددی در آن ساخته شده‌است. در سال ۱۳۵۵ حدود ۱۰۰ هکتار باغ و زمین زراعی در این محدوده وجود داشت. در ادوار پیشین ساختار جمعیتی، با مهاجرت ارامنه به این منطقه تغییر کرد. ارامنه در محدوده‌ای معروف جاده ارامنه (خیابان سئول کنونی) مسکن گزیده بودند و قلعه معروف ارامنه نیز در همین محل است.[۳]
- سال ۱۳۵۸ در پی تحولات تقسیمات شهری منطقه سه شهرداری تهران به عنوان یکی از تقسیمات خدمات شهری ایجاد شده‌است.[۳]
- منطقه سه در پهنه‌ای از تهران قرار دارد که اراضی آن حدفاصل تهران قدیم و شمیران بوده‌است. آبادانی و توسعه آن به این شرح قابل شناسایی است؛ پیش از اوایل قرن حاضر (۱۳۰۰ خورشیدی) که بافت‌های روستایی به صورت پراکنده تکوین و توسعه یافته‌اند باغداری و همچنین کشاورزی در اراضی پیرامون بافت‌های روستایی متداول بوده‌است. با توجه به این‌که در این موقعیت‌ها منابع طبیعی دائمی تأمین آب وجود نداشته، اهمیت و نقش حیاتی قنات که یک زیر ساخت تاریخی شهر تهران است در روستاها آشکار می‌شود. اختیاریه، رستم‌آباد، احتشامیه، دروس، قلهک، حسن‌آباد، زرگنده، داودیه، و ده ونک از جمله روستاهایی گسترده در پهنه کنونی منطقه سه بودند. از اواخر قرن گذشته تا پیش از نیمه قرن حاضر که روستاها به ییلاق‌نشین‌های تهران تبدیل شدند. مهمترین بازتاب‌های این دوره عبارت بودند از حذف بخشی از فعالیت کشاورزی روستاها و جایگزینی و توسعه باغ‌ها[۳]واپسیت تغییرهای منطقه سه شهرداری مربوط به نیمه قرن اخیر است و رشد شهر تمامی اراضی منطقه را فراگرفت. عمده‌ترین پی‌آمدهای این رشد موارد زیر است.[۳]

1. توقف قطعی فعالیت کشاورزی در اراضی پیرامون روستاها
2. شکل‌گیری بافت‌های شطرنجی در اراضی خالی و کشاورزی پیشین
3. انهدام اکثر باغ‌ها و تفکیک پلاک آنها در قطعات خرد

## اطلاعات عمومی
در بخش اطلاعات عمومی توضیح دربارهٔ محدوده جغرافیایی و اطلاعات جمعیت‌شناسی و نظایر این ایراد می‌شود.
محدوده جغرافیایی
محدوده جغرافیائی این منطقه از شمال بزرگراه شهید چمران از تقاطع سئول تا خیابان ولیعصر، بزرگراه شهید مدرس تا تقاطع صدر، بزرگراه شهید صدر تا تقاطع خیابان پاسداران. از شرق خیابان پاسداران از تقاطع بزرگراه شهید مدرس تا سه راه ضرابخانه، خیابان شریعتی (تهران) از تقاطع سه راه ضرابخانه تا بزرگراه شهید قاسم سلیمانی. از جنوب بزرگراه شهید قاسم سلیمانی از تقاطع خیابان شریعتی (تهران) تا تقاطع بزرگراه شهید مدرس، بزرگراه شهید مدرس تا تقاطع بزرگراه شهید همت، بزرگراه شهید همت تا تقاطع بزرگراه شهید چمران. از غرب بزرگراه شهید چمران از تقاطع بزرگراه شهید همت تا تقاطع سئول می‌باشد.
مناطق همجوار و وسعت
منطقه ۳ از شمال با منطقه ۱، از شرق با منطقه ۴، از غرب با منطقه ۲ و از جنوب با مناطق ۶ و ۷ هم‌مرز و همجوار است. این منطقه با دارا بودن ۲۹۵۴ هکتار مساحت، از لحاظ وسعت در مناطق ۲۲ گانه تهران در رتبه هشتم شهر تهران قرار دارد و ۴٫۵ درصد از کل وسعت شهر تهران را شامل می‌شود.
جمعیت و اقتصاد
مستند به پرتال شهرداری منطقه ۳، جمعیت این منطقه از تهران برابر ۳۳۰۰۰۴ نفر اعلام شده بود. با توجه به کمتر بودن متوسط نرخ افزایش جمعیت ساکن منطقه نسبت به متوسط نرخ متناظر آن برای کل شهر تهران روند عمومی تغییرات جمعیتی منطقه ۳، علیرغم فراز و نشیب‌های آن نسبت به شهر تهران نزولی است. اما مستند به اطلاعات مرکز آمار جمعیت منطقه براساس سرشماری سال ۱۳۹۵ ایران، ۳۳۰٬۶۴۹ نفر (۱۱۹٬۰۵۲ خانوار) شامل ۱۵۸٬۴۰۱ مرد و ۱۷۲٬۲۴۸ زن است. مستند به گزارش منشتر شده در سال ۱۴۰۰ در پرتال شهرداری ساکنان منطقه ۳، نسبت به ساکنان کل شهر تهران، از وضعیت اقتصادی بهتری برخوردارند. سهم مسکن اجاره‌ای در این منطقه۳۲٫۸۴٪ در مقابل مسکن ملکی که ۵۷٫۹۲٪ می‌باشد. وجود سرانه مالکیت شخصی حدود ۲٫۶ برابر متوسط کل شهر تهران است. بالا بودن سهم نسبی مدیران و کارکنان عالی‌رتبه اداری و کارکنان مشاغل علمی و فنی، در میان شاغلان ساکن در منطقه، سهم نسبی مدیران و مقامات عالیرتبه اداری ۱۵٫۹٪ و سهم متخصصان ۲۶٫۶٪ است. بقیه شاغلان در بخش‌های خدماتی همچون عمده فروشی، هتلداری، خدمات، مالی، عمومی و… مشغول به کارند. خانوارهای پر درآمد در میان خانوارهای ساکن در منطقه از فراوانی نسبی برخوردارند.

## محله‌ها
منطقه سه شهرداری تهران داری دوازده محله است.
- آرارات

- ونک

- امانیه

- زرگنده

- صدر

- اختیاریه

- داودیه

- سیدخندان

- دروس

- قبا

- قلهک

- کاووسیه

- جردن

- ظفر

- بلوار میرداماد

## مراکز مهم
منطقه سه شهرداری تهران محل استقرار مراکز فرهنگی، ورزشی و علمی و درمانی متعدد و شناخته‌شده‌ای است. برخی از مناطق فرهنگی آ به شرح زیر است.
مراکز فرهنگی و ورزشی
- فرهنگسرای ارسباران
- کتابخانه علامه امینی
- کتابخانه استاد شهریار
- پارک موزه آب
- پردیس سینمایی باغ کتاب
- پردیس سینماگالری ملت
- سینما پردیس قلهک
- سینما فرهنگ
- مجموعه ورزشی انقلاب تهران
- ورزشگاه شهید کشوری
- باغ کتاب
- باشگاه آرارات
- مجموعه ورزشی تلاش
- سازمان اسناد و کتابخانه ملی ایران
- خانه شاعران ایران
- خانه کاریکاتور
- خانه ریاضیات ایران
- فرهنگسرای آفتاب
- فرهنگسرای رسانه
- سینما فرهنگ
- موزه هنرهای دینی امام علی
- خانه موزه شهید مطهری
- موزه دفاع مقدس
- گورستان کمیسیون جنگ‌های مشترک المنافع

بوستان‌ها
برخی از بوستان‌ها مطرح این منطقه نیز عبارت است از
- بوستان ملت
- بوستان آب و آتش
- بوستان طالقانی
- باغ ایرانی
- بوستان بهشت مادران

مراکز درمانی و علمی
در این منطقه دانشگاه‌ها و بیمارستان‌های متعددی وجود دارد.
- دانشگاه آزاد مدیریت و حسابداری
- دانشکده پرستاری و مامایی دانشگاه شهید بهشتی
- دانشکده داروسازی دانشگاه شهید بهشتی
- دانشکده عمران و نقشه‌برداری خواجه نصیر
- دانشکده مهندسی مکانیک خواجه نصیرالدین طوسی
- دانشکده دولتی مدیریت و اطلاع‌رسانی پزشکی
- دانشکده داروسازی دانشگاه آزاد
- دانشگاه الزهرا
- دانشگاه لرزه‌نگاری
- دانشکده علوم پزشکی بقیةالله
- دانشگاه علوم پزشکی شهید بهشتی
- دانشگاه آزاد اسلامی واحد پزشکی تهران
- دانشگاه الهیات و آزاد معارف اسلامی
- بیمارستان شهید رجایی
- بیمارستان چشم پزشکی نور
- بیمارستان بقیةالله اعظم
- بیمارستان شهید رجایی
- بیمارستان علی‌اصغر
- بیمارستان کودکان مفید
- بیمارستان هاشمی‌نژاد

## حمل و نقل عمومی
ایستگاه‌های مترو
- ایستگاه متروی دکتر شریعتی
- ایستگاه متروی شهید حقانی
- ایستگاه متروی شهید همت
- ایستگاه متروی قلهک
- ایستگاه متروی میرداماد